# LGA1156
LGA1156（別名：Socket H）は、ランド・グリッド・アレイ (Land grid array) を採用したインテル製CPUソケットで、LGA775の後継にあたる規格の1つである。

## 概要
LGA1156は、その名前の通り、1156本のランド（陸＝平たい接点）を持つLGAパッケージである。
NehalemとWestmereに対応しており、メインストリームCPU用となる。
外観は、LGA775と比較した場合、切欠きの位置が異なり、ランドの数が381本増えている。LGA1156以外のLGA115x系（LGA1155、LGA1150、LGA1151）との互換性はない。ただし、マウントホールの間隔を従前プラットフォームから継承したため、ほとんどのメーカーのLGA775やLGA115x適合を謳ったCPUクーラーは、互換性を持つ。

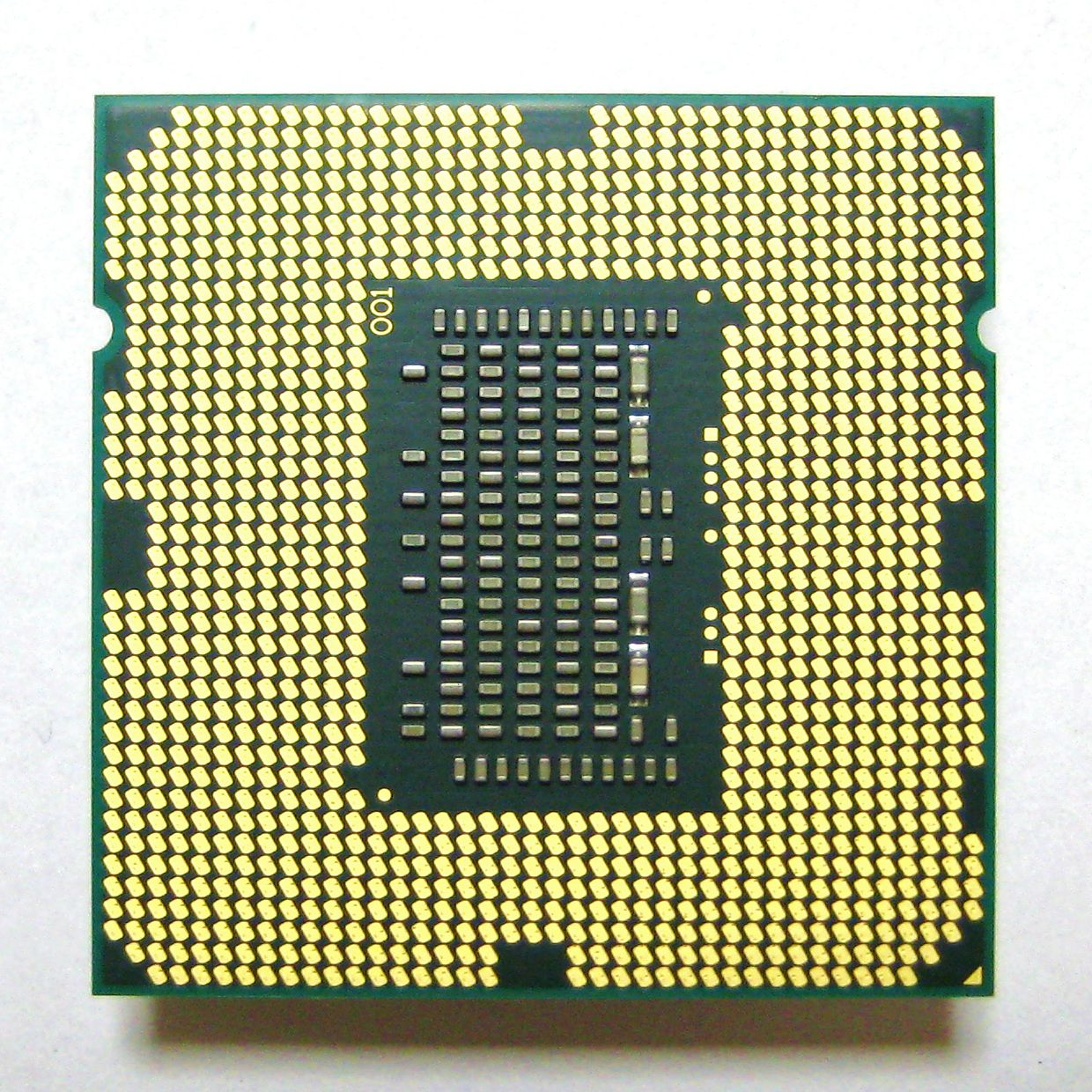
Intel Core i5 750

## 採用製品
CPU
CPU側にメモリコントローラやPCI Expressコントローラ等を内蔵しているため、これらCPUはノースブリッジを不要とした。CPUチップ内でのノースブリッジにあたる部分とCPUコアの通信には同時期に併用されたLGA1366CPUと同様にQPIで接続されている。
- Intel
  - Nehalem
    - Lynnfield

  - Westmere
    - Clarkdale

チップセット
CPUとチップセットの通信は、従来のサウスブリッジ(PCH)との通信に用いられたDMIで接続されている。このことから、これらチップセットは「単体のサウスブリッジチップでありICHの後継製品である」と見做せる。
- Intel
  - 5 Series / 3400 Series
  - P67[1]